# Medelpadia
Medelpad (en sueco: Medelpad) es una provincia histórica del noreste de Suecia. Tiene una superficie de 7.058 km² y está situada en la costa este. Limita con Helsingia, Herdalia, Jemtia, Angermania y el golfo de Botnia. Actualmente forma parte de la Provincia de Vestronorlandia.

## Municipios
- Sundsvall
- Timrå
- Ånge

- Datos: Q210687
- Multimedia: Medelpad / Q210687